# 닌자 쉬 데블
《닌자 쉬 데블: 요염 쿠노이치전 ~츠바메 편~》(일본어: Ninja She-Devil 妖艶くノ一伝 ～鍔女篇～)은 2006년 10월 25일 발매된 V 시네마 영화이다. 츠바메라는 이름의 쿠노이치가 주인공으로 내용이 전개된다.

## 줄거리
영화에서 소개된 '쿠노이치'라는 말의 어원은 두가지인데, 하나는 계집 녀(女)자의 획을 분리해 읽은 독음(くノ一)과, 인체에 존재하는 여덟 구멍(눈, 귀, 코, 입, 배꼽, 항문) 외에 여성은 구멍을 하나 더 갖는다는 의미(九ノ一)이다.
주인공 츠바메는 성교를 가진 후 7일동안 자궁내에 정자를 보관할 수 있는 특수한 능력을 지닌 쿠노이치다. 쿠노이치는 타지미 쿠니요시를 주군으로 모시고 있는데, 쿠니요시의 아버지인 쿠니츠나의 첩은 자기 아들을 다음 주군으로 만들기 위해 암살 음모를 꾸민다. 이로서 쿠니요시의 정실은 죽고 만다. 쿠니요시는 자신의 첩인 야마부키를 만나 후계자를 낳도록 하고 싶어했으나, 그 여정을 하지 못할 정도로 쇠약해져있었다. 때문에 츠바메가 첩 대신 주군과 성교를 가진 뒤, 첩에게 주군의 정자를 전달하기 위한 임무를 부여받는다.

## 배역
- 아사미 유마 - 츠바메 역
- 마리에 - 카게로 역
- 하나자와 레몬 - 야마부키 역
- 야나기 토지 - 타지미 쿠니요시 역
- 마츠우라 유야 - 타이치 역